# CD Extra
CD Extra (Compact Disc Extra), também conhecido como  Enhanced CD (Enhanced Compact Disc) ou CD Plus (Compact Disc Plus), é um formato de CD que permite o armazenamento de simultâneas trilhas de áudio e de dados.
A tecnologia foi muito popular na década de 1990 com o aumento do uso do computador. CDs de música, muitas vezes incluíam videoclipes, wallpapers e vários outros conteúdos.
O Enhanced CD foi criado pela Disney Music Group[carece de fontes?] para que os consumidores de CDs pudessem ter acesso a conteúdos extras. Hoje, gravadoras como a Universal Music, Sony Music, EMI Music e Warner Music também utilizam da tecnologia.